# Semi-marathon
Le semi-marathon (ou demi-marathon au Québec) est une épreuve sportive de course à pied qui se dispute sur route sur une distance de 21,0975 kilomètres, la moitié d'un marathon. Il n'est pas au programme des rencontres d'athlétisme internationales classiques comme les Jeux olympiques ou les championnats du monde d'athlétisme.
L'Association internationale des fédérations d'athlétisme organise depuis 1992 un championnat du monde de semi-marathon, à l'exception des années 2006 et 2007 qui furent remplacées par le championnat du monde de course sur route, sur la distance voisine de 20 km, puis réinstituée en 2008.

## Popularité

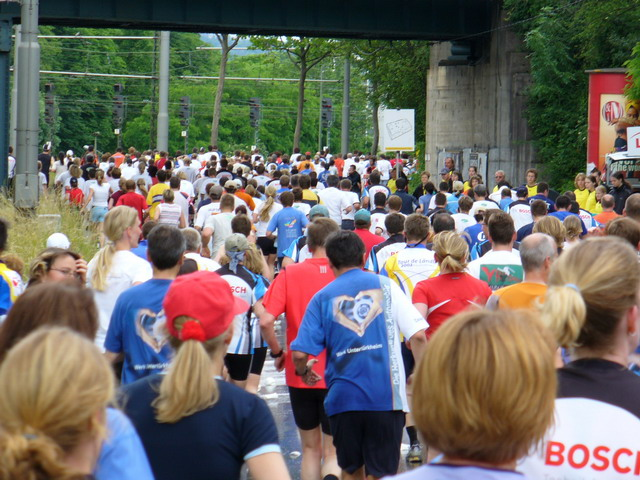
Départ du semi-marathon de Stuttgart

Le semi-marathon est un événement populaire prisé par les sportifs amateurs expérimentés. D'une distance suffisamment importante pour constituer un défi, il ne requiert pas une préparation aussi sérieuse et poussée qu'un marathon : la fatigue musculaire est un problème moindre sur 21,097 km et le « mur du 30e kilomètre » provoqué par l'épuisement du stock de glycogène ne survient pas,. Chez les amateurs, le semi-marathon se court très en dessous de la vitesse maximale aérobie (VMA) et en dessous du seuil anaérobie, d'où l'absence d'essoufflement et une faible accumulation d'acide lactique dans les muscles comme cela se passe sur les distances plus courtes comme le cross-country,.

## Performances et records
Le 3 avril 1993, le Kényan Moses Tanui est le premier athlète à descendre en dessous d'une heure en réalisant 59 min 47 s (Milan, 1993). Le 21 mars 2010, l'Érythréen Zersenay Tadese réalise la meilleure performance mondiale masculine avec 58 min 23 s (Lisbonne, 2010). Le 28 octobre 2018, le Kényan Abraham Kiptum améliore le record du monde avec un temps de 58 min 18 s à Valence. Le 15 septembre 2019, le Kényan Geoffrey Kamworor améliore le record et établit une performance à 58 min 1 s, réalisée à Copenhague,. Le 6 décembre 2020, le record est détenu par Kibiwott Kandie avec 57 min 32 s sur le semi-marathon de Valence (Espagne). Le 22 novembre 2021, l'Ougandais Jacob Kiplimo réalise 57 min 31 s, lors du semi-marathon de Lisbonne. Ce record du monde est de nouveau abaissé de 1s par Yomif Kejelcha le 27 octobre 2024 à Valence.
La Kényane Joyciline Jepkosgei est la première athlète féminine à descendre sous la barrière de 1 heure et 5 minutes en réalisant 1 h 4 min 51 s (Valence, 2017). Brigid Kosgei bat le record de sa compatriote Joyciline Jepkosgei le 8 septembre 2019 avec un temps de 1 h 4 min 28 s, réalisé à Newcastle upon Tyne,, mais ce record n'est pas validé par l'IAAF. Le 21 février 2020 à Ras el Khaïmah, l'Éthiopienne Ababel Yeshaneh réalise la meilleure performance mondiale avec un temps de 1 h 4 min 31 s,, battu le 4 avril 2021 par la Kényane Ruth Chepngetich en 1 h 4 min 2 s à Istanbul. Le 24 octobre 2021, l'Éthiopienne Letesenbet Gidey établit un nouveau record en 1 h 2 min 52 s à Valence, record toujours en attente d'homologation. Le 16 février 2025, à Barcelone, l'Ougandais Jacob Kiplimo bat à nouveau le record du monde avec un temps de 56 min 42 s, et devient ainsi le premier homme à passer sous la barre des 57 minutes.
Sur l'ensemble des temps recensés, on dénombre 425 performances masculines en dessous de 1 heure et 1 575 féminines en dessous de 1 heure et 10 minutes,.

### Records du monde
| Genre | Performance                                                   | Athlète                            | Date                            | Lieu           |
| ----- | ------------------------------------------------------------- | ---------------------------------- | ------------------------------- | -------------- |
| M     | 56 min 42 s                                                   | Jacob Kiplimo                      | 16 février 2025                 | Barcelone      |
| F     | 1 h 4 min 2 s (course mixte) 1 h 2 min 52 s (course féminine) | Letesenbet Gidey Peres Jepchirchir | 24 octobre 2021 17 octobre 2020 | Valence Gdynia |

### Records continentaux
| Records          | Marque      | Athlète             | Pays             | Lieu           | Date              |
| ---------------- | ----------- | ------------------- | ---------------- | -------------- | ----------------- |
| Afrique          | 56 min 42 s | Jacob Kiplimo       | Ouganda          | Barcelone      | 16 février 2025   |
| Asie             | 58 min 40 s | Abraham Cheroben    | Bahreïn          | Chicago        | 17 septembre 2017 |
| Europe           | 59 min 13 s | Julien Wanders      | Suisse           | Ras el Khaïmah | 8 février 2019    |
| Amérique du Nord | 59 min 43 s | Ryan Hall           | États-Unis       | Houston        | 14 janvier 2007   |
| Amérique du Sud  | 59 min 33 s | Marilson dos Santos | Brésil           | Udine          | 14 octobre 2007   |
| Océanie          | 59 min 47 s | Zane Robertson      | Nouvelle-Zélande | Marugame       | 1er février 2015  |

| Records          | Marque         | Athlète           | Pays             | Lieu         | Date              |
| ---------------- | -------------- | ----------------- | ---------------- | ------------ | ----------------- |
| Afrique          | 1 h 2 min 52 s | Letesenbet Gidey  | Éthiopie         | Valence      | 24 octobre 2021   |
| Asie             | 1 h 5 min 22 s | Violah Jepchumba  | Bahreïn          | Prague       | 1er avril 2017    |
| Europe           | 1 h 5 min 15 s | Sifan Hassan      | Pays-Bas         | Copenhague   | 16 septembre 2018 |
| Amérique du Nord | 1 h 6 min 25 s | Weini Kelati      | États-Unis       | Houston      | 14 janvier 2024   |
| Amérique du Sud  | 1 h 9 min 28 s | Florencia Borelli | Argentine        | Buenos Aires | 27 août 2023      |
| Océanie          | 1 h 7 min 11 s | Kimberley Smith   | Nouvelle-Zélande | Philadelphie | 18 septembre 2011 |

### Records du monde masculins
| Temps          | Athlète            | Naissance | Pays        | Date       | Lieu                                 |
| -------------- | ------------------ | --------- | ----------- | ---------- | ------------------------------------ |
| 1 h 2 min 56 s | Miruts Yifter      | 1944      | Éthiopie    | 06.02.1977 | Coamo (Éthiopie)                     |
| 1 h 2 min 47 s | Anthony Simmons    | 1948      | Royaume-Uni | 24.06.1978 | Welwyn Garden City (Royaume-Uni)     |
| 1 h 2 min 36 s | Nick Rose          | 1951      | Royaume-Uni | 14.10.1979 | Dayton (États-Unis)                  |
| 1 h 2 min 32 s | Kirk Pfeffer       | 1956      | États-Unis  | 07.12.1979 | Las Vegas (États-Unis)               |
| 1 h 2 min 16 s | Stan Mavis         | 1955      | États-Unis  | 27.01.1980 | La Nouvelle-Orléans (États-Unis)     |
| 1 h 1 min 47 s | Herb Lindsay       | 1954      | États-Unis  | 20.09.1981 | Manchester (États-Unis)              |
| 1 h 1 min 36 s | Mike Musyoki       | 1956      | Kenya       | 19.09.1982 | Philadelphie (États-Unis)            |
| 1 h 1 min 32 s | Paul Cummings      | 1953      | États-Unis  | 25.09.1983 | Philadelphie (États-Unis)            |
| 1 h 1 min 21 s | Alex Hagelsteens   | 1956      | Belgique    | 23.09.1984 | Remich-Grevenmacher (Luxembourg)     |
| 1 h 1 min 14 s | Steve Jones        | 1955      | Royaume-Uni | 11.08.1985 | Birmingham (Royaume-Uni)             |
| 1 h 0 min 55 s | Mark Curp          | 1959      | États-Unis  | 15.09.1985 | Philadelphie (États-Unis)            |
| 1 h 0 min 46 s | Dionicio Cerón     | 1965      | Mexique     | 16.09.1990 | Philadelphie (États-Unis)            |
| 59 min 47 s    | Moses Tanui        | 1965      | Kenya       | 03.04.1993 | Milan (Italie)                       |
| 59 min 17 s    | Paul Tergat        | 1969      | Kenya       | 04.04.1998 | Milan (Italie)                       |
| 59 min 16 s    | Samuel Wanjiru     | 1986      | Kenya       | 11.09.2005 | Rotterdam (Pays-Bas)                 |
| 58 min 55 s    | Haile Gebrselassie | 1973      | Éthiopie    | 15.01.2006 | Phoenix (États-Unis)                 |
| 58 min 53 s    | Samuel Wanjiru     | 1986      | Kenya       | 09.02.2007 | Ras el Khaïmah (Émirats arabes unis) |
| 58 min 33 s    | Samuel Wanjiru     | 1986      | Kenya       | 17.03.2007 | La Haye (Pays-Bas)                   |
| 58 min 23 s    | Zersenay Tadesse   | 1982      | Érythrée    | 21.03.2010 | Lisbonne (Portugal)                  |
| 58 min 18 s    | Abraham Kiptum     | 1989      | Kenya       | 28.10.2018 | Valence (Espagne)                    |
| 58 min 1 s     | Geoffrey Kamworor  | 1992      | Kenya       | 15.10.2019 | Copenhague (Danemark)                |
| 57 min 32 s    | Kibiwott Kandie    | 1996      | Kenya       | 6.12.2020  | Valence (Espagne)                    |
| 57 min 31 s    | Jacob Kiplimo      | 2000      | Ouganda     | 22.11.2021 | Lisbonne                             |
| 57 min 30 s    | Yomif Kejelcha     | 1997      | Éthiopie    | 27.10.2024 | Valence                              |
| 56 min 42 s    | Jacob Kiplimo      | 2000      | Ouganda     | 16.02.2025 | Barcelone                            |

### Records du monde féminins
| Temps           | Athlète             | Date              | Lieu                                 |
| --------------- | ------------------- | ----------------- | ------------------------------------ |
| 1 h 17 min 48 s | Daniele Justin      | 12 novembre 1978  | Nazaré (Portugal)                    |
| 1 h 15 min 58 s | Michiko Gorman      | 19 novembre 1978  | Pasadena (États-Unis)                |
| 1 h 15 min 1 s  | Ellison Goodall     | 10 mars 1979      | Winston-Salem (États-Unis)           |
| 1 h 14 min 3 s  | Patti Catalano      | 29 septembre 1979 | Manchester (États-Unis)              |
| 1 h 13 min 59 s | Marja Wokke         | 29 mars 1980      | La Haye (Pays-Bas)                   |
| 1 h 13 min 26 s | Joan Benoit         | 18 janvier 1981   | La Nouvelle-Orléans (États-Unis)     |
| 1 h 11 min 16 s | Joan Benoit         | 7 mars 1981       | San Diego (États-Unis)               |
| 1 h 9 min 57 s  | Grete Waitz         | 15 mai 1982       | Göteborg (Suède)                     |
| 1 h 9 min 14 s  | Joan Benoit         | 18 septembre 1983 | Philadelphie (États-Unis)            |
| 1 h 8 min 34 s  | Joan Benoit         | 16 septembre 1984 | Philadelphie (États-Unis)            |
| 1 h 8 min 31 s  | Ingrid Kristiansen  | 19 mars 1989      | New Bedford (États-Unis)             |
| 1 h 7 min 59 s  | Elana Meyer         | 18 mai 1991       | East London (Afrique du Sud)         |
| 1 h 7 min 58 s  | Uta Pippig          | 19 mars 1995      | Kyoto (Japon)                        |
| 1 h 7 min 36 s  | Elana Meyer         | 9 mars 1997       | Kyoto (Japon)                        |
| 1 h 7 min 29 s  | Elana Meyer         | 8 mars 1998       | Kyoto (Japon)                        |
| 1 h 6 min 44 s  | Elana Meyer         | 15 janvier 1999   | Tokyo (Japon)                        |
| 1 h 5 min 50 s  | Mary Keitany        | 18 février 2011   | Ras el Khaïmah (Émirats arabes unis) |
| 1 h 5 min 12 s  | Florence Kiplagat   | 16 février 2014   | Barcelone (Espagne)                  |
| 1 h 5 min 9 s   | Florence Kiplagat   | 15 février 2015   | Barcelone (Espagne)                  |
| 1 h 5 min 6 s   | Peres Jepchirchir   | 10 février 2017   | Ras el Khaïmah (Émirats arabes unis) |
| 1 h 4 min 52 s  | Joyciline Jepkosgei | 1er avril 2017    | Prague (République tchèque)          |
| 1 h 4 min 51 s  | Joyciline Jepkosgei | 22 octobre 2017   | Valence (Espagne)                    |
| 1 h 4 min 31 s  | Ababel Yeshaneh     | 21 février 2020   | Ras el Khaïmah (Émirats arabes unis) |
| 1 h 2 min 52 s  | Letesenbet Gidey    | 24 octobre 2021   | Valence (Espagne)                    |